# 東哈瓦那

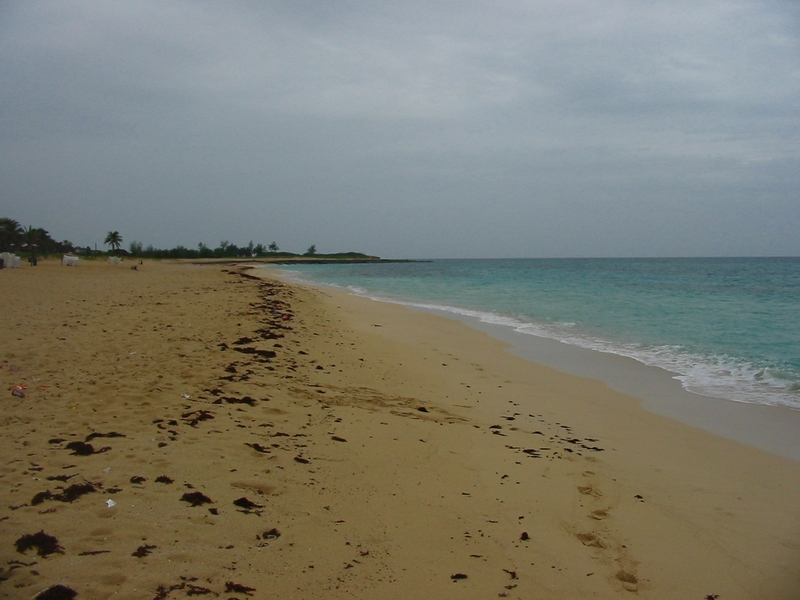

東哈瓦那（西班牙語：Habana del Este）是古巴首都哈瓦那的一个区，位于哈瓦那湾东部，距離哈瓦那市区15公里，面積145平方公里，2004年人口178,041，人口密度為每平方公里1,228人。

## 外部連結
- （西班牙文） Details of municipality